# Sidi Ahmed Ou Moussa
Sidi Ahmed Ou Moussa (franska: Sidi Ahmed Ou Moussa (CR), Sidi Ahmed Ou Moussa (Commune Rurale), arabiska: ئد او كوكمار) är en kommun i Marocko.   Den ligger i provinsen Tiznit och regionen Souss-Massa, i den centrala delen av landet, 600 km söder om huvudstaden Rabat. Antalet invånare är 4 196.